# Le Vieil-Évreux
Vieil-Evreux – miejscowość i gmina we Francji, w regionie Normandia, w departamencie Eure.
Według danych na rok 1990 gminę zamieszkiwało 668 osób, a gęstość zaludnienia wynosiła 58 osób/km² (wśród 1421 gmin Górnej Normandii Vieil-Evreux plasuje się na 359. miejscu pod względem liczby ludności, natomiast pod względem powierzchni na miejscu 269.).